# Mads Hansen (ishockeyspiller)
 For alternative betydninger, se Mads Hansen. (Se også artikler, som begynder med Mads Hansen)
Mads Hansen (født 16. september 1978 i Oslo) er en norsk professionel ishockeyspiller, der i øjeblikket er landsholdstræner for U18-holdet til Norge. Han har tidligere spillet for Storhamar Dragons Vålerenga Ishockey og moderklubben Manglerud/Star i GET ligaen, for Hammarby IF og IK Oskarshamn i Hockeyallsvenskan og for Brynäs IF i den svenske Elite-serien. 